# Pierre Michon
Pour les articles homonymes, voir Michon.
Pierre Michon, né le 28 mars 1945 à Châtelus-le-Marcheix – au hameau des Cards – dans la Creuse, est un écrivain français.

## Biographie

### Famille
Pierre Michon naît à Châtelus-le-Marcheix dans la maison de ses grands-parents maternels. Il est le deuxième enfant d'Aimé Michon (fils d'Eugène Michon et de Clara, née Jumeau), et d'Andrée Gayaudon (fille de Félix Gayaudon et d'Élise, née Mouricaud).
Le premier enfant d'Aimé et d'Andrée est une fille, prénommée Madeleine, née à l'automne 1941 et morte prématurément « le 24 juin 1942 au matin ».
Le jeune Pierre est élevé par sa mère, institutrice, après que son père, chef de gare, a quitté le foyer alors qu'il n'a que deux ans.

### Formation et débuts
Il passe son enfance à Mourioux puis au lycée Pierre-Bourdan de Guéret, où il est pensionnaire.
Il étudie au lycée Louis-le-Grand comme il le signale dans J'écris l'Iliade, et ensuite les lettres à Clermont-Ferrand et veut consacrer à Antonin Artaud un mémoire de maîtrise, projet qu'il abandonne. Après une expérience de comédien dans un théâtre d’essai, il se consacre exclusivement à l’écriture.

### Reconnaissance
Pierre Michon se fait connaître en 1984 avec Vies minuscules qui reçoit le prix France Culture. Il a depuis publié une douzaine de livres.
En 2009 paraît Les Onze, livre dans lequel il évoque l'histoire du peintre Corentin et celle de la Révolution française à partir de la description d'un grand tableau représentant les onze membres du Comité de salut public (Robespierre, Saint-Just, Barrère, etc.) pendant la Terreur, tableau qui serait exposé au Louvre — en réalité le peintre et le tableau sont fictifs. Pour ce roman, il reçoit le grand prix du roman de l'Académie française.
Entre 2009 et 2023, Pierre Michon ne publie que quelques courts textes.
En 2015 lui est attribué, pour l’ensemble de son œuvre, le premier prix Marguerite-Yourcenar, de même que, en 2019, le prix Franz-Kafka.

### Vie privée
Le 11 octobre 1998, il devient père d'une fille prénommée Louise dont la mère est l'écrivaine et choriste Yaël Pachet.

### Décorations
- Commandeur de l'ordre des Arts et des Lettres le 31 août 2018[7]
- Officier de l'ordre national du Mérite[8]

## Style et influences
Comme il l'a déclaré lui-même dans ce même ouvrage, son travail se rapproche de celui d'autres auteurs contemporains, notamment Pierre Bergounioux, avec qui il partage une grande admiration pour Faulkner.

## Œuvres
- Vies minuscules, Gallimard (1984)  (ISBN 978-2-07-070038-7) ; Gallimard, coll. « Folio » (1996). Prix France Culture 1984.
- Vie de Joseph Roulin, Éditions Verdier (1988)  (ISBN 978-2-86432-066-1)
- L'Empereur d'Occident, avec des illustrations de Pierre Alechinsky, Fata Morgana (1989)  (ISBN 978-2-85194-073-5) ; rééd. Verdier Poche (2007) sans les illustrations  (ISBN 978-2-86432-493-5)
- Maîtres et Serviteurs, Verdier (1990)  (ISBN 978-2-86432-110-1)
- Rimbaud le fils, Gallimard coll. « L'un et l'autre » (1991) ; Gallimard, coll. « Folio » (1993)
- Le Roi du bois, avec des gravures de Richard Texier pour certains exemplaires, Éditions infernales (1992)
- La Grande Beune, Verdier (1995) ; Gallimard, coll. « Folio » (2006). Prix Louis-Guilloux 1997.
- Le Roi du bois, Verdier (1996)  (ISBN 978-2-86432-229-0)
- Mythologies d'hiver, Verdier (1997)  (ISBN 978-2-86432-264-1)
- Trois auteurs, Verdier (1997)  (ISBN 978-2-86432-263-4)
- Abbés, Verdier (2002)  (ISBN 978-2-86432-363-1) ; Corps du roi, Verdier (2002)  (ISBN 978-2-86432-366-2). Prix Décembre 2002 pour les deux titres.
- Le Roi vient quand il veut : propos sur la littérature, Albin Michel (2007)  (ISBN 978-2-226-17968-5), Le Livre de poche (2010)
- Les Onze, Verdier, 2009,  (ISBN 978-2-86432-552-9) ; Gallimard, coll. « Folio » (2011). Grand prix du roman de l'Académie française 2009.
- Vermillon : La maison des vies minuscules, avec Anne-Lise Broyer, Verdier (2012)  (ISBN 978-2-86432-689-2)
- Tablée[11], avant-propos d'Agnès Castiglione, L'Herne, 2017
- Habiter une œuvre, photographies d'Éric Morin, l'Anaristopathe[12] 2018
- Méfie-toi des femmes qui font trembler la main, en collaboration avec l'artiste Thomas Ivernel, Éd. Nicolas Malais, 2022 (tirage limité).
- Les Deux Beune, Verdier, 2023  (ISBN 978-2-3785-6167-3)
- J'écris l'Iliade, Gallimard, 2025  (ISBN 978-2-0701-2807-5)

### Postfaces
- Smith, postface à B-17 G de Pierre Bergounioux, Éditions Argol (2006)  (ISBN 978-2-37069-014-2)
- Petit danseur, postface à Esthétique du machinisme agricole de Pierre Bergounioux, Le Cadran ligné (2016)  (ISBN 978-2-95436-964-8)

### Article
- « La terre, on en porte le deuil »[13], article paru dans Paris Match

### Autres prix
Parmi les autres prix reçus par Pierre Michon, plusieurs récompensent l’ensemble de l’œuvre :
- Prix de la Ville de Paris, 1996
- Grand prix de littérature de la SGDL, 2004
- Petrarca-Preis (en), 2010
- Grand prix Ardua (universités d’Aquitaine), 2013
- Prix Marguerite-Yourcenar, 2015[5]

Ainsi que :
- Premio Internazionale Nonino 2017 pour Vite minuscole, traduction en italien de Vies minuscules parue en 2016
- Prix Franz-Kafka, 2019
- Prix de la BnF, 2022

## Réception critique
Les Deux Beune propose, pour Isabelle de Montvert-Chaussy de Sud Ouest, « une langue jubilante » ; « un magnifique récit » pour Laurent Lemire du JDD ; « chef d’œuvre » pour Natacha Polony de Marianne ; « du grand art littéraire à hauteur d’humanité » pour Nicolas Dutent de la revue Esprit, « une cohérence forte, renouvelée, décisive » pour Thierry Romagné dans un dossier de plusieurs pages sur « Le roi Michon » publié dans le numéro 1254 (mai 2023) de Quinzaines.

## Filmographie
- 2017 : Barbara de Mathieu Amalric — il tient le rôle de l'écrivain Jacques Tournier.

## Radio, lecture
- 13 juin 2017 : participation à la master class d'Arnaud Laporte sur France Culture[20]
- « Pierre Michon lit Les Onze »[21] sur le site de Culturesfrance

## Adaptations au théâtre
- Intégrale de Vies minuscules, mise en scène par Jean-Christophe Cochard, Théâtre de l'Argile
- Vie de Joseph Roulin, mise en scène de Guillaume Delaveau (Le Grand T, Nantes, 2009)[22]

#### Ouvrages
- Thierry Bouchard :
  - article « Pierre Michon », Dictionnaire des auteurs, Paris, éd. Laffont-Bompiani, coll. « Bouquins », 1994
  - article Vies minuscules, Dictionnaire des œuvres, Paris, éd. Laffont-Bompiani, coll. « Bouquins », 1994
- Vincent Pélissier, Autour du Grand Plateau (Pierre Bergounioux, Alain Lercher, Jean-Paul Michel, Pierre Michon, Richard Millet), Tulle, Éditions Mille Sources, 2002
- Jean-Pierre Richard, Quatre lectures, Fayard, 2002 Sur quatre auteurs : Yves Bichet, Pierre Michon, Pierre Bergounioux, Dominique Barbéris.
- Sylviane Coyault-Dublanchet, La Province en héritage. Pierre Michon, Pierre Bergounioux, Richard Millet, Genève, Librairie Droz, 2002
- Pierre Michon. L’écriture absolue, textes réunis par Agnès Castiglione, publication de l’université de Saint-Étienne, 2002
- Dominique Viart, Les Vies minuscules de Pierre Michon, Paris, Gallimard, 2004
- Ivan Farron, Pierre Michon. La Grâce par les Œuvres, Genève, Zoé, 2004
- Carnets de Chaminadour, no 3, actes des Rencontres de Chaminadour 2007, publication de l’ALMJAC, Guéret-Creuse
- Agnès Castiglione, Pierre Michon, Culturesfrance/Textuel, Paris, 2009, coll. « Auteurs »  (ISBN 978-2-35476-055-7 et 978-2-84597-320-6) Avec 1 CD audio, archives INA, extraits des cinq émissions Pierre Michon/Colette Fellous À voix nue. Grands entretiens d'hier et d'aujourd'hui, France Culture.
- Patrick Crowley, Pierre Michon: The Afterlife of Names, Oxford, Peter Lang, 2007
- Dominique Viart et Bruno Vercier, La Littérature française au présent, Paris, Bordas, 2005 ; édition augmentée, 2008
- Laurent Bourdelas, Du Pays et de l'exil - Un abécédaire de la littérature du Limousin, postface de Pierre Bergounioux, Limoges, Les Ardents Éditeurs, 2008
- Jean-Pierre Richard, Chemins de Michon, Lagrasse, Verdier, 2008
- Ivan Farron, L'Appétit limousin. Quelques réflexions sur Les Onze de Pierre Michon, Lagrasse, Verdier, 2011
- Pierre Michon. La lettre et son ombre, actes du colloque de Cerisy-la-Salle, Paris, Gallimard, 2013
- Pierre Michon, fictions & enquêtes, dir. Agnès Castiglione, Nantes, Cécile Defaut, 2015
- Michon, Cahier de L'Herne no 120, 2017  (ISBN 9782851971906)
- Annie Mavrakis, L'Atelier Michon, Vincennes, Presses universitaires de Vincennes,  (ISBN 9782379240003)
- Jean-Claude Pinson, Sur Pierre Michon, Trois chemins dans l'œuvre, Paris, Fario, coll. « Théodore Balmoral », 2020  (ISBN 979-10-91902-55-7)
- Laurent Demanze, Pierre Michon, l'envers de l'histoire, Paris, éditions José Corti, coll., 2020  (ISBN 9782714312624)

#### Revues
- « Compagnies de Pierre Michon », Théodore Balmoral, Lagrasse, éditions Verdier, 1993  (ISBN 2-86432-185-8) Dirigé par Thierry Bouchard, ce no 15 de la revue Théodore Balmoral (hiver 1993) regroupe des contributions de Pierre Bergounioux, Richard Blin, Christian Bobin, Michel Deguy, Françoise Hàn, Christian Jambet, Yvan Leclerc, Jean-Michel Maulpoix, Claude Mouchard, Pierre Pachet, Jean-Baptiste Para, Jacques Réda, Jean-Pierre Richard, Gérard Titus-Carmel.
- Le Matricule des Anges, no 5, décembre 1993-janvier 1994
- « Dossier Pierre Michon », in Prétexte, no 9, 1996
- Scherzo, no 5, novembre-décembre 1998 Contributions d’Yves Charnet, François Bon, Jean-Claude Pinson, Wyatt Mason, Sabine et Patrick Boucheron.
- De Revisor, n° spécial, Pays-Bas, décembre 2000 Contributions de P. F. Thomése, Martin de Haan, Rokus Hofstede, Anneke Brassinga, Jacob Groot.
- La Femelle du requin, « Entre ciel et terre », no 22, 2004 Entretien repris dans Le Roi vient quand il veut.
- Catherine Sauvard, « L'hypothèse paternelle, Pierre Michon et Jacques Lacan », in Les Lettres de la Société de psychanalyse freudienne, no 19, juin 2008
- Laurent Demanze, « Paradigme cynégétique et archaïsme artistique : l’ ‘‘écriture faite de bêtes’’ de Pierre Michon », Études françaises, volume 54, numéro 2, 2018, p. 13–26 (lire en ligne).
- « Pierre Michon — La Grande Beune, Trois auteurs et Abbés », dir. Laurent Demanze, no 48 de la revue Roman 20-50, revue d'étude du roman du XXe siècle, Villeneuve d'Ascq, Presses du Septentrion, décembre 2009
- Jean Kaempfer, « Michon, lu et relu », revue CRIN, Amsterdam, New-York, Rodopi, 2011
- Entretien avec Pierre Michon, réalisé par Quentin Margne, dans la revue INFERNO, #08, janvier 2017
- Michon, textes, entretiens et articles dans les Cahiers de l’Herne no 120, novembre 2017.

### Entretien
- Pierre Michon, entretien dans le BSC NEWS MAGAZINE, juin 2012